# 康布利
康布利（法語：Camboulit，法語發音：[kɑ̃buli]）是法国洛特省的一个市镇，属于菲雅克区。

## 地理
康布利（44°36'0"N, 1°56'59"E）面积5.19 平方千米，位于法国奧克西塔尼大區洛特省，该省份为法国西南部内陆省份，北起顺时针与科雷兹省、康塔爾省、阿韦龙省、塔恩-加龙省、洛特-加龍省和多尔多涅省接壤。
与康布利接壤的市镇（或旧市镇、城区）包括：贝迪埃、布萨克、康布、菲雅克、利萨克和穆雷。

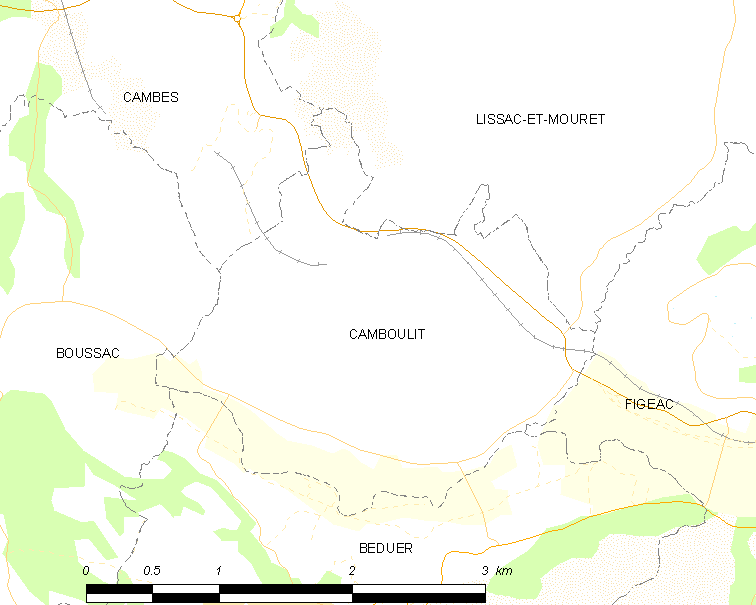
康布利的OSM定位图

康布利的时区为UTC+01:00、UTC+02:00（夏令时）。

## 行政
康布利的邮政编码为46100，INSEE市镇编码为46052。

## 政治
康布利所属的省级选区为菲雅克第一县。

## 人口

1962-2008年间康布利人口变化图示

康布利于2022年1月1日时的人口数量为254人。